# PRIDE 〜君がくれたもの〜
「PRIDE 〜君がくれたもの〜」(プライド きみがくれたもの)は、日本のJ-POPユニット、ET-KINGの15枚目（メジャー13枚目）のシングルである。発売元はユニバーサルミュージック。

## 収録曲
1. PRIDE 〜君がくれたもの〜(4:21)
作詞:ET-KING
作曲:ET-KING
編曲:前田和彦
2. 友達(5:22)
作詞:ET-KING
作曲:DJ ARTS a.k.a ALL BACK
編曲:河野伸
3. PRIDE 〜君がくれたもの〜(Instrumental)
4. 友達(Instrumental)

## 収録アルバム
- 応援歌集　♯1
- 20th Anniversary ALL TIME BEST -Journey-(通常盤)  ♯2 [1]

## 楽曲紹介
この曲は横浜ベイスターズの佐伯貴弘選手が2010年シーズンに二軍スタートというピンチの時に佐伯選手を応援する為に作った曲である。
そして、2010年9月、戦力外通告を受ける。
11月、｢まだまだやるでぇ！就職活動や。俺にはこの曲があるからなぁ！｣
12月、｢来年から中日佐伯や！｣　自分の信念を貫き通し、まっすぐ進んでいこうとしても、一人では障害に対して勇気を持って挑めないが、仲間や家族、愛する人を守ろうと奮い立たせるもの、すなわちPRIDEがあれば再び立ち上がれる。
この曲を、今日を一生懸命生きている人、ET-KINGのファン、野球ファン、そして佐伯選手に届ける。
佐伯選手とは、2009年12月にチームメイトとET-KINGのライブに来た頃から始まり、佐伯選手が打席に向かう際の出囃子曲を、『新恋愛』のサビを佐伯選手バージョンに書き上げたものを使用するほど親交が深い。

## 登場曲
2011年、中日ドラゴンズの佐伯貴弘選手がET-KINのPRIDEを登場曲として使用していた。
2021年、東北楽天ゴールデンイーグルスの岡島豪郎選手がET-KINのPRIDEを登場曲として使用している。